# Sortilegium
Sortilegium (łac. sortilegium „wróżenie, przepowiadanie przyszłości, czary”) – gatunek literacki charakterystyczny dla piśmiennictwa ludowego, posiadający formę pytań i odpowiedzi. Z jednym pytaniem związanych było kilka różnych odpowiedzi i na podstawie wylosowanego wariantu tekstu przepowiadano przyszłość.
W czasach starożytnych, a także w średniowieczu sortilegia stosowane były w praktykach wróżbiarskich, natomiast później miały charakter zabawy towarzyskiej.